# 섬호항
섬호항(蟾湖港)은 경상남도 남해군 남해읍 입현리, 섬호마을 인근에 있는 어항이다. 2002년 8월 6일 어촌정주어항으로 지정하여 관리하고 있다. 시설관리자는 남해군수이다.

## 어항 연혁
- 옛날에는 방포(傍捕)라고 불렀다. 방포는 적개라 하여 갯가에 있다는 뜻으로 마을주민들은 방포라는 마을명이 바닷가에 사는 촌놈의 명칭과 같다 하여 마을명을 다시 개명하여 현재 자연부락인 섬호(蟾湖)라 유래되었다.

## 어항 시설
- 선착장 L=46m, B=5.0m

## 주요 어종
- 낙지, 주꾸미, 전어, 패각류